# 日語世代
日語世代（日本語世代、にほんごせだい）是指在20世紀初至第二次世界大戰之間，生於大日本帝國的殖民地並接受日語教育的世代，主要分布在朝鮮、台灣、太平洋群島。日語世代在脫離日本殖民後仍可流暢使用日語。

## 台灣
台灣的日語世代指日清戰爭之後至第二次世界大戰終結之間，受教育的世代。日語教育的影響相當大，戰後漢、原民族的高齡者之間仍以日語作為共通語。著名的日語世代人物有李登輝、江丙坤等。

## 朝鮮
朝鮮的日語世代一般指日韓合併至第二次世界大戰終結之間，受教育的世代。著名的日語世代人物有朴正熙、金大中、金泳三等。

## 太平洋群島
以昔日委任統治的帛琉為例，指巴黎和會至第二次世界大戰終結之間，受教育的世代。現在，安加爾州是世上唯一正式採用日語為官方語言的地區。

## 脚注
1. ↑  . nippon.com.   [2020年9月26日]. （原始内容存档于2022年10月30日）.
2. ↑   (PDF). 明海大学.   [2020年2月28日]. （原始内容存档 (PDF)于2015年9月5日）.

## 關連項目
- 南洋廳